# Sylwester Jakimow
Sylwester Jakimow (ur. 19 października 1977 w Bystrzycy Kłodzkiej) – polski reżyser filmowy oraz aktor.
Sylwester Jakimow jest absolwentem Państwowej Wyższej Szkoły Filmowej, Telewizyjnej i Teatralnej im. Leona Schillera w Łodzi.

## Filmografia

### Reżyseria i scenariusz
- 2000: Tęsknota
- 2000: Spotkanie
- 2000: Artur
- 2001: Ostatni dzień na słońcu
- 2002: Jesteś w moim sercu
- 2004–2021: Pierwsza miłość
- 2004: Teraz Ja
- 2006–2007: Królowie Śródmieścia
- 2007: Kongola
- 2009: Generał. Zamach na Gibraltarze
- 2009: Generał
- 2009–2010: Majka
- 2010: Laura
- 2010–2011: Prosto w serce
- 2011: Koleżanki
- 2012: Ja to mam szczęście
- 2012–2016: Ukryta Prawda
- 2014–2015: Na dobre i na złe
- 2015: Wasza wysokość
- 2015–2016: Singielka
- 2016: Szkoła uwodzenia Czesława M.
- 2017: Lekarze na start
- 2017: Barwy szczęścia
- 2018: Nielegalni
- 2018–2019: Na dobre i na złe
- 2019: Smak PHO
- 2019–2020: M jak miłość
- 2021: Jakoś to będzie
- 2024: Spadek

### Asystent
Sylwester Jakimow uczestniczył jako asystent reżysera przy produkcji takich filmów jak: Ćma (2004), Jak to jest być moją matką (2007), Obietnica (2014), Hiszpanka (2015) oraz Córki dancingu (2015).

### Obsada aktorska
- 2002: Dzieci śmieci
- 2003: Tabula Ras
- 2003: Dotknij mnie – Sylwek
- 2004: Teraz Ja – Marek
- 2004: Łódź płynie dalej – portier w klubie
- 2007: T.Rickster – Przyjaciel
- 2007: Kilka prostych słów – Cichy
- 2010: Non Sono Pronto
- 2011: Z miłości – Wojtek
- 2012: Jesteś Bogiem – operator teledysku

## Nagrody
- 2007: Grand Prix konkursu „Młode Kino Polskie” na Festiwalu Polskich Filmów Fabularnych w Gdyni za film Kongola[2]
- 2007: Wyróżnienie za krótkometrażowy film fabularny na Koszalińskim Festiwalu Debiutów Filmowych „Młodzi i film” za film Kongola[1]
- 2011: Nagroda Specjalna Jury na Festiwalu Polskich Filmów Fabularnych w Gdyni za film Koleżanki[1]
- 2011: Nagroda na Koszalińskim Festiwalu Debiutów Filmowych „Młodzi i Film” za film Koleżanki[1]

### Nominacje do nagród
- 2008: OFFskary
- 2012: LLF
- 2013: OFFskary
- 2021: Koszaliński Festiwal Debiutów Filmowych „Młodzi i Film”